# Blood and Fire (Star Trek: Nová generace)
Blood and Fire je nerealizovaný díl televizního seriálu Star Trek: Nová generace, který napsal David Gerrold. Ačkoliv jeho scénář pro první řadu (1987–1988) tohoto seriálu vznikl, díl nebyl nikdy natočen. Producent Rick Berman odmítl natáčení z důvodu pozitivního zobrazení otevřeně homosexuálního páru. Herbert Wright sice scénář přepsal pod názvem „Blood and Ice“ a odstranil z něj homosexuální pár a metaforu na AIDS, avšak ani tato verze nebyla realizována. David Gerrold scénář posléze přepracoval do románu Blood and Fire. Gerroldův scénář byl později upraven a v letech 2008 a 2009 byla podle něj zfilmována dvoudílná epizoda fanouškovského seriálu Star Trek: New Voyages.

## Původní díl
V původním scénáři narazí posádka lodi Enterprise-D na opuštěnou hvězdnou loď, jejíž posádka byla zahubena regulanskými krevními červy. Vzhledem k tomu, že jsou tito tvorové velmi nebezpeční, musí být podle směrnice Hvězdné flotily loď nebo stanice zamořená krevními červy sterilizována, nebo zničena. V příběhu se měla objevit homosexuální dvojice vedlejších postav – příslušníků posádky Enterprise a partnerů, kteří jsou spolu už od absolvování Akademie Hvězdné flotily.
Koncept krevních červů byl míněn jako metafora strachu veřejnosti vůči AIDS. Gerrold ji zamýšlel proti obavám veřejnosti z dárcovství krve a chtěl v závěrečných titulcích vyzvat diváky, aby darovali krev prostřednictvím Červeného kříže. Natočení epizody ale bylo producenty odmítnuto a Gerrold následně Novou generaci opustil.
Odkaz na nemoc AIDS se objevil až v roce 2003 v seriálu Star Trek: Enterprise v epizodě „Stigma“.

## Díl fanouškovského seriáluStar Trek: New Voyages
Fanouškovský neoficiální webový seriál Star Trek: New Voyages (resp. Star Trek: Phase II) využil příběh pro natočení dvojdílné epizody „Blood and Fire“, jejíž dvě části, o délce 43 a 54 minut, byly vydány v prosinci 2008 a v listopadu 2009. Scénář se svolením Davida Gerrolda upravil Carlos Pedraza, režie se ujal přímo Gerrold. Do příběhu byl zakomponován Peter Kirk, synovec kapitána Kirka, který přichází na palubu Enterprise, aby mohl být se svým partnerem Alexem, jenž na lodi pracuje jako zdravotník. Enterprise narazí na opuštěnou loď Copernicus s téměř celou posádkou mrtvou, neboť je zabili regulanští krevní červi. Snahou posádky je získat palubní deník a dostat do bezpečí poslední živé osazenstvo nakažené lodi. Výsadek z Enterprise je ovšem také nakažen, mezi nimi i Peter a Alex. Jejich operace je navíc narušena příletem Klingonů.

### Obsazení
| James Cawley        | James T. Kirk    |
| Ben Tolpin          | Spock            |
| John M. Kelley      | Leonard McCoy    |
| Bobby Rice          | Peter Kirk       |
| Evan Fowler         | Alex Freeman     |
| Charles Root        | Montgomery Scott |
| Jay Storey          | Kyle             |
| Kim Stinger         | Nyota Uhura      |
| Ron Boyd            | DeSalle          |
| Andy Bray           | Pavel Čechov     |
| Meghan King Johnson | Janice Randová   |
| Nick Cook           | Hodel            |
| Paul Sieber         | Ahrens           |
| Patrick Bell        | Xon              |
| Debby Huth          | Fontana          |